# Clarendon Building
Clarendon Building är en nyklassicistisk byggnad vid Broad Street nära korsningen med Catte Street i centrala Oxford, England, uppförd mellan 1711 och 1715 efter ritningar av Nicholas Hawksmoor. Den är idag statligt byggnadsminne.
Byggnaden uppfördes ursprungligen för Oxford University Press, som dessförinnan varit inrymt i Sheldonian Theatres källare. Namngivare till den nya byggnaden blev Edward Hyde, 1:e earl av Clarendon, vars populära historiska verk över det engelska inbördeskriget genererat stora intäkter till Oxford University Press.
Efter att Oxford University Press flyttat till nya lokaler på Walton Street på 1820-talet, användes byggnaden under lång tid av universitetets administration. Sedan 1975 används Clarendon Building som annex till Bodleianska biblioteket, och inrymmer kontor och mötesrum för bibliotekets ledning.
I anslutning till Clarendon Building ligger Sheldonian Theatre och Bodleianska bibliotekets huvudbyggnad.